# Wierzbnik (województwo opolskie)
Wierzbnik, (niem. Herzogswalde; daw. Książyce, księżycowy las) – wieś w Polsce położona w województwie opolskim, w powiecie brzeskim, w gminie Grodków. 
W latach 1945-54 siedziba gminy Wierzbnik. W latach 1975–1998 miejscowość administracyjnie należała do ówczesnego województwa opolskiego. Od północy granicą wsi jest autostrada A4. 
W miejscowości znajduje się kościół parafialny pw. św. Michała Archanioła, przedszkole publiczne, budynek byłej szkoły podstawowej, świetlica wiejska, dwie kapliczki przydrożne, stary, być może późnośredniowieczny krzyż kamienny,  oraz ruiny zamku. W Wierzbniku działa koło gospodyń wiejskich, ochotnicza straż pożarna oraz dwa zakłady produkcji rolnej.

## Historia
Powstała na terenie leśnym prawdopodobnie w 1368 roku, jednak w dokumentach nazwa osady występuje już w roku 1305. Była własnością właścicieli z Pogorzeli. W 1375 r. Jesko z Pogorzeli sprzedał swoją część grodkowskiemu kasztelanowi Peschko Rosenau. Następnie majątek rycerski należał do E. Neugebauer. Zabudowania gospodarcze wioski są zbudowane w stylu frankońskim.
Ostatnim właścicielem wsi była rodzina Sonneck. Wierzbnik posiadał jedną z największych budowli zamkowych, ze słynną galerią obrazów, znanego na całym świecie, malarza Aloisa Erdtela, który pochodził z Wierzbnika.
We wiosce znajdował się młyn i szkoła przykościelna. W 1814 roku została utworzona przez Jakoba Rottera pracownicza szkoła dla dziewcząt. W 1851 roku wybudowano nową szkołę i przyłączono dzieci z Polany.
Według statystyk z 1939 roku w Wierzbniku mieszkało 639 osób dorosłych i 181 dzieci. Gospodarstw rolnych było 167, natomiast rzemieślników 77, handlarzy 20 i 26 urzędników.

## Zabytki

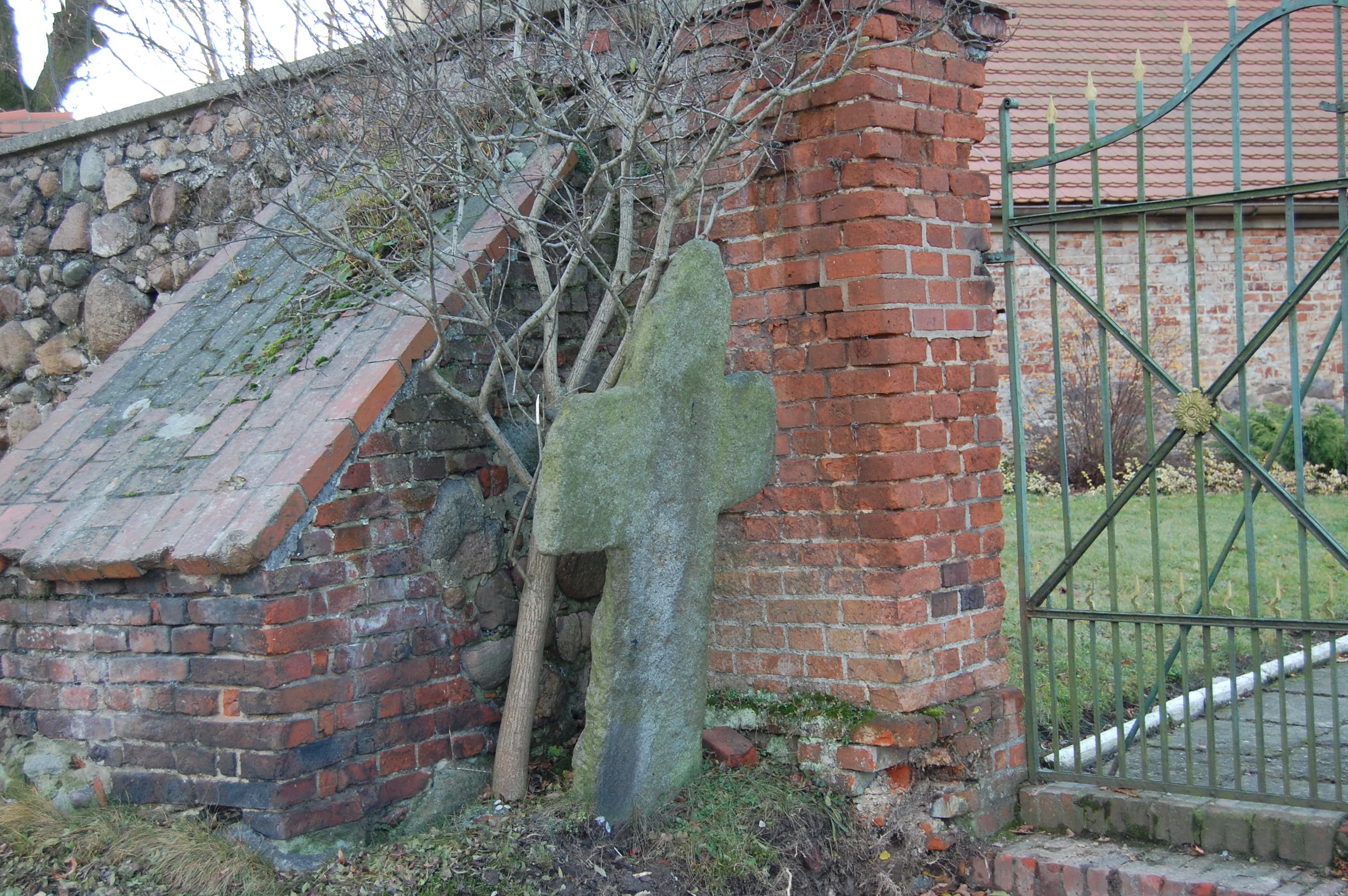
Późnośredniowieczny krzyż kamienny

Do wojewódzkiego rejestru zabytków wpisane są:
- kościół pafialny pw. św. Michała Archanioła, z XIV w., 1766 r.; wzmiankowany w 1387 roku (prezbiterium). W 1638 roku rozbudowany, częściowo murowany, a częściowo drewniany. Gruntownie przebudowany w roku 1766 na styl późnobarokowy z gotyckimi murami w prezbiterium, orientowany. Ołtarz główny późnobarokowy z kolumnami i naddatkami, obrazami św. św. Piotra i Pawła i rzeźbami św. św. Katarzyny i Jadwigi, oraz dwóch aniołów. W zwieńczeniu obraz św. Michała Archanioła. Dwa boczne ołtarze w tradycjach rokokowych z rzeźbami w lewym św. św. Jana Chrzciciela i Jana Ewangelisty, prawym św. św. Jana Nepomucena i Franciszka Ksawerego. Ambona klasycystyczna z XIX w., uwieńczona rzeźbą św. Michała Archanioła. Z przekazów można dowiedzieć się, że w czasie Wielkiego Postu na ołtarzu wisiała zasłona zwana postną, na której namalowany był obraz ukrzyżowanego Jezusa. W kościele znajduje się chrzcielnica z XVIII w., prospekt organowy, który tworzy jedną kompozycję z ołtarzem głównym. W zachodniej stronie kościoła jest płyta nagrobna Henryka Wachtela (zm. 1595 r.) z płaskorzeźbioną postacią rycerza. W nocy z 3 na 4 maja 1999 roku w kościele wybuchł pożar, który strawił prawie całkowicie ołtarz główny i zniszczył wnętrze. Obecnie kościół całkowicie odremontowany i odrestaurowany. Wokół kościoła był cmentarz otoczony murem z dwoma wejściami. Obok bramy wejściowej stoi stary granitowy krzyż pochodzący być może aż z późnego średniowiecza[5]. Nie jest znany powód fundacji krzyża ani pierwotne miejsce jego ustawienia. Krzyż ten określany  jest często jako tzw. krzyż pokutny co jednak nie ma podstaw w żadnych  dowodach ani badaniach, a jest oparte jedynie na nieuprawnionym założeniu, że wszystkie stare kamienne krzyże monolitowe, o których nic nie wiadomo,  są krzyżami pokutnymi[7], chociaż w  rzeczywistości powód fundacji takiego krzyża może być różnoraki, tak jak każdego innego krzyża. Niestety hipoteza ta stała się na tyle popularna, że zaczęła być odbierana jako fakt i pojawiać się w lokalnych opracowaniach, informatorach czy przewodnikach jako faktyczna informacja, bez uprzedzenia, że jest to co najwyżej luźny domysł bez żadnych bezpośrednich dowodów. We wsi znajduje się kilka kapliczek przydrożnych. Wierzbnik jest siedzibą parafii, w skład której wchodzi również kościół filialny w Jankowicach Wielkich,
- park dworski, z XIX w.